# Lai (ort i Kina, Tibet Autonomous Region, lat 27,82, long 91,75)
Lai (kinesiska: 勒, 勒门巴民族乡) är en ort i Kina. Den ligger i den autonoma regionen Tibet, i den sydvästra delen av landet, omkring 210 kilometer söder om regionhuvudstaden Lhasa. Antalet invånare är 171. Befolkningen består av 86 kvinnor och 85 män. Barn under 15 år utgör 21,0 %, vuxna 15-64 år 73 %, och äldre över 65 år 5,0 %.
Runt Lai är det glesbefolkat, med 16 invånare per kvadratkilometer. Närmaste större samhälle är Xoixar, 17,7 km nordost om Lai. Trakten runt Lai består i huvudsak av gräsmarker.